# Xak III: The Eternal Recurrence
 (mars 2016).
Si vous disposez d'ouvrages ou d'articles de référence ou si vous connaissez des sites web de qualité traitant du thème abordé ici, merci de compléter l'article en donnant les références utiles à sa vérifiabilité et en les liant à la section « Notes et références ».
Xak III: The Eternal Recurrence est le dernier volet d'un jeu de rôle fantastique de la série Xak développée et publiée par les éditeurs japonais MicroCabin et NEC. Xak III était initialement destiné au MSX2, mais peu après la sortie de Xak: The Tower of Gazzel, le développement du projet a été suspendu. Plusieurs années après, le projet a été poursuivi et sorti en temps pour NEC PC-9801 et FM Towns. Un an plus tard, Xak III est sorti en version PC Engine CD; qui a depuis été traduite officieusement en anglais.